# Holsatia im Elmshorner MTV
Holsatia im Elmshorner MTV is een Duitse voetbalclub uit Elmshorn in de deelstaat Sleeswijk-Holstein. 

## Geschiedenis
De club werd op 9 september 1907 opgericht als FC Holsatia Elmshorn . Na een fusie met SuS Elmshorn nam de club de naam SuS Holsatia von 1907  aan. In 1924 werd de club kampioen in de A-Klasse van Groot-Hamburg en kon via de eindronde promotie afdwingen naar de hoogste klasse. Na twee seizoenen degradeerde de club. Ze konden wel na één seizoen terugkeren maar werden dan afgetekend laatste. Na de Tweede Wereldoorlog speelde de club nog enige tijd in de hoogste klasse van Hamburg, wat inmiddels niet meer de hoogste klasse van Duitsland as. Op 30 juni 2005 fuseerde de club met Elmshorner MTV tot Holsatia im Elmshorner MTV.